# 200 évvel az utolsó háború után
1998-ban 200 évvel az utolsó háború után címmel jelent meg az Omega 1972-ben megjelent negyedik magyar nagylemeze, az Élő Omega stúdióváltozata, amelyen már hallható  a címadó dal albumverziója és a Szex-apó is. Hivatalos magyarázat szerint az eredeti, kiadásra szánt stúdiófelvételt remasterelték, többen azonban úgy vélik, hogy az Élő Omega felvételéről lekeverték a közönségzajt és utólag rájátszottak. Emellett hozzák fel érvként azt is, hogy a 11 dalhoz nem lett volna elég egy bakelitlemez kapacitása, aminek az Élő Omega már így is a határait súrolta. Ebben az esetben azonban megválaszolatlan a kérdés, hogy honnan származik a Szex-apó felvétele (van ugyan róla korabeli bootleg, de ott teljesen eltér a szöveg). 
1. Régvárt kedvesem (Mihály Tamás, Kóbor János)
2. 200 évvel az utolsó háború után (Molnár György – Kóbor János – Sülyi Péter)
3. Szex-apó (Benkő László, Debreczeni Ferenc, Mihály Tamás, Molnár György – Kóbor János – Sülyi Péter)
4. Törékeny lendület (Molnár György, Kóbor János, Sülyi Péter)
5. Egy nehéz év után (Mihály Tamás, Kóbor János, Sülyi Péter)
6. Hűtlen barátok (Mihály Tamás, Kóbor János)
7. Blues (Molnár György)
8. Eltakart világ (Mihály Tamás, Kóbor János, Sülyi Péter)
9. Emlék (Mihály Tamás, Kóbor János, Sülyi Péter)
10. Omegautó (Molnár György, Kóbor János, Sülyi Péter)
11. Varázslatos, fehér kő (Benkő László, Debreczeni Ferenc, Mihály Tamás, Molnár György, Kóbor János, Sülyi Péter)